# Arcidiocesi di Fortaleza

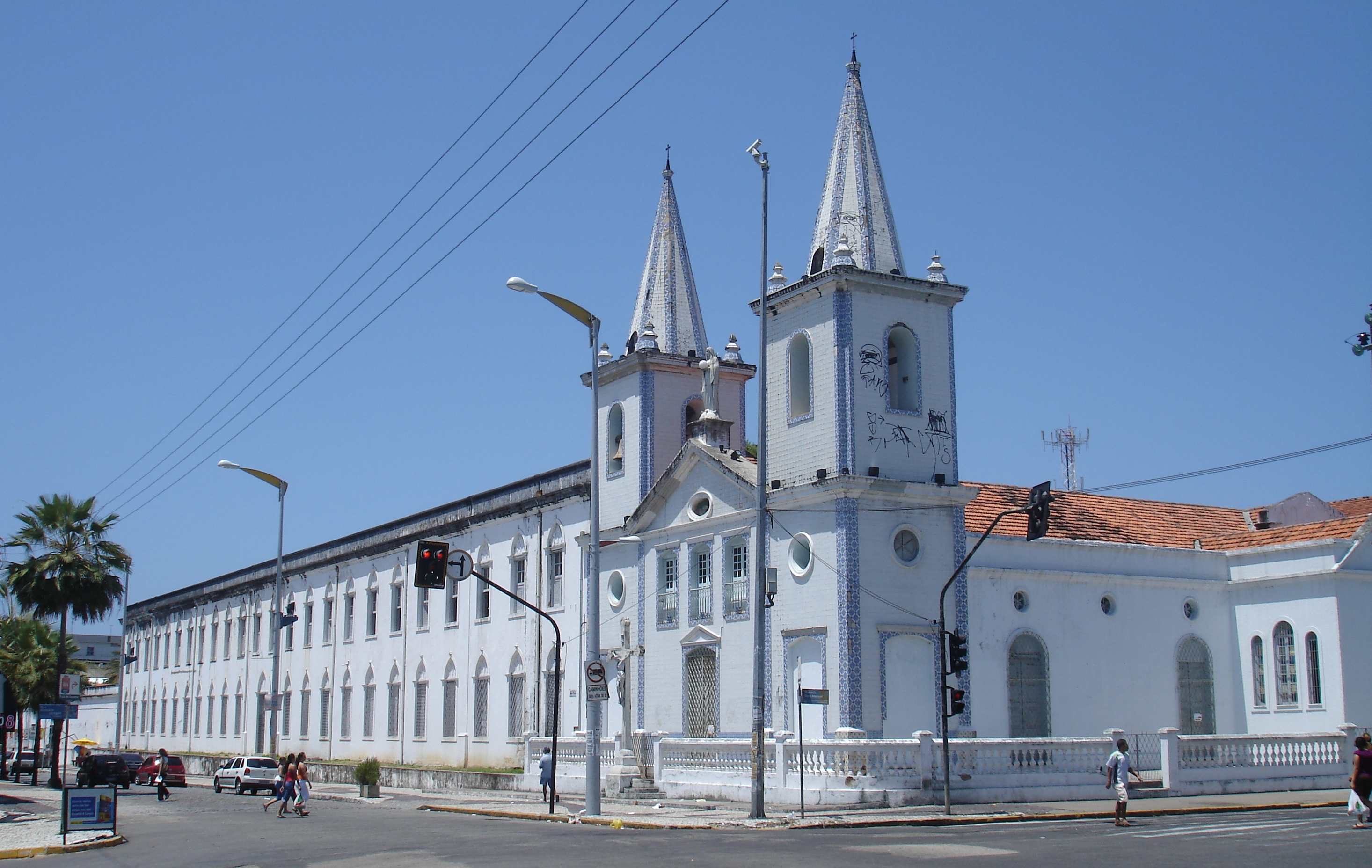
Il seminario arcivescovile di Prainha.

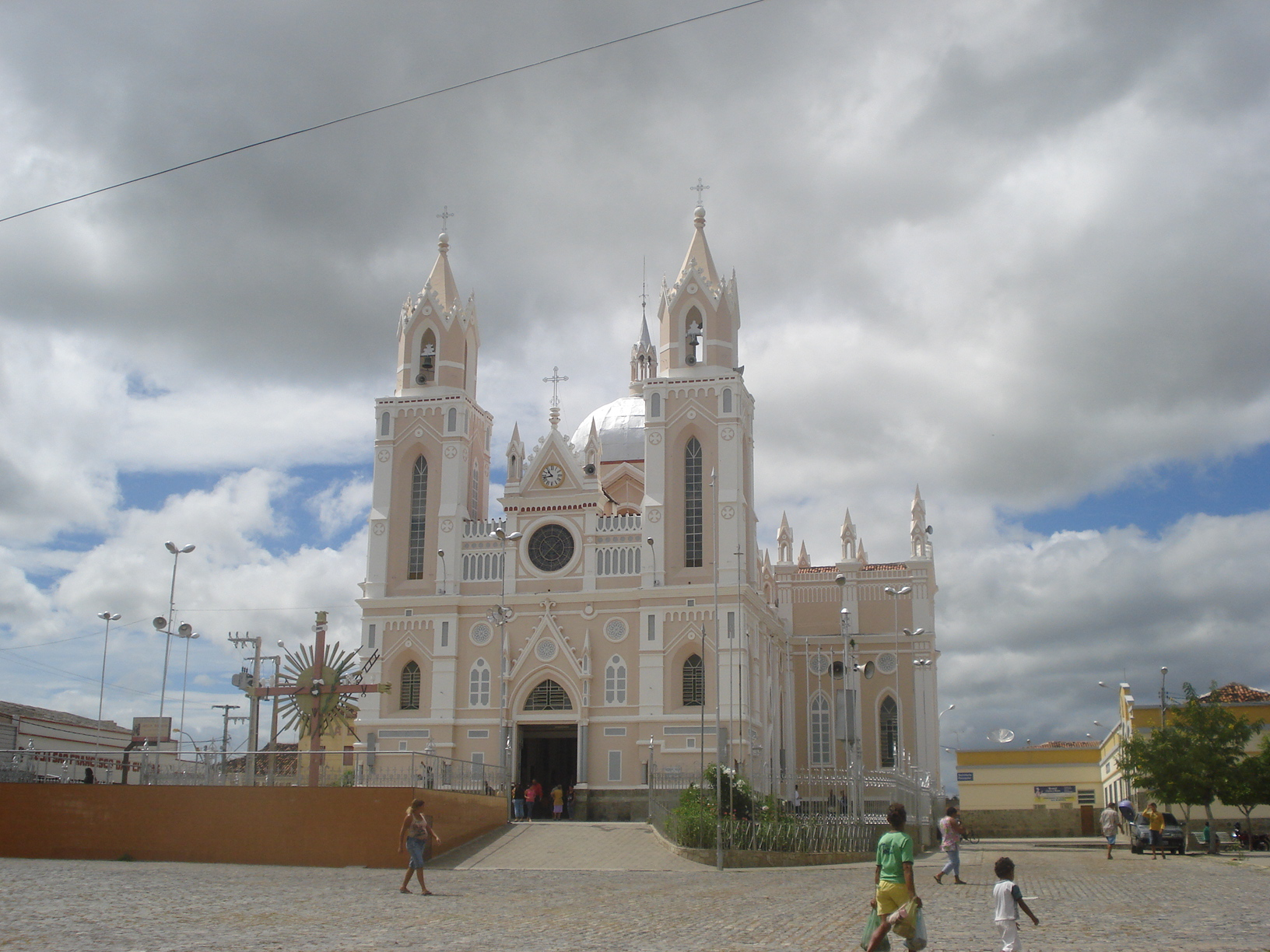
La basilica minore di San Francesco di Canindé.

L'arcidiocesi di Fortaleza (in latino Archidioecesis Fortalexiensis) è una sede metropolitana della Chiesa cattolica in Brasile. Nel 2021 contava 2.796.217 battezzati su 4.455.648 abitanti. È retta dall'arcivescovo Gregório (Leozírio) Ben Lâmed Paixão (Neto), O.S.B.

## Territorio
L'arcidiocesi comprende 31 comuni nella parte centro-settentrionale dello stato brasiliano del Ceará: Fortaleza, Acarape, Aquiraz, Aracoiaba, Aratuba, Barreira, Baturité, Beberibe, Canindé, Caridade, Cascavel, Caucaia, Chorozinho, Eusébio, Guaiúba, Guaramiranga, Horizonte, Itaitinga, Maracanaú, Maranguape, Morada Nova, Mulungu, Ocara, Pacajus, Pacatuba, Pacoti, Palmácia, Paramoti, Pindoretama, Redenção, São Gonçalo do Amarante.
Sede arcivescovile è la città di Fortaleza, dove si trova la cattedrale di San Giuseppe. A Canindé sorge la basilica minore di San Francesco (São Francisco das Chagas).
Il territorio si estende su 15.571 km² ed è suddiviso in 138 parrocchie, raggruppate in 9 regioni pastorali: Bom Jesus dos Aflitos, Nossa Senhora da Assunção, Nossa Senhora da Conceição, Nossa Senhora dos Prazeres, Praia - São Pedro e São Paulo, Sagrada Família, São José, Serra - Nossa Senhora da Palma, Sertão - São Francisco das Chagas.

### Provincia ecclesiastica
La provincia ecclesiastica di Fortaleza, istituita nel 1915, comprende tutte le diocesi dello stato del Ceará, e cioè:
- diocesi di Crateús,
- diocesi di Crato,
- diocesi di Iguatu,
- diocesi di Itapipoca,
- diocesi di Limoeiro do Norte,
- diocesi di Quixadá,
- diocesi di Sobral,
- diocesi di Tianguá.

## Storia
La diocesi di Fortaleza fu eretta il 6 giugno 1854 con la bolla Pro animarum salute di papa Pio IX, ricavandone il territorio dalla diocesi di Olinda (oggi arcidiocesi di Olinda e Recife). Le difficoltà diplomatiche tra la Santa Sede e il governo brasiliano ritardarono di 6 anni la nomina del primo vescovo.
Originariamente suffraganea dell'arcidiocesi di San Salvador di Bahia, il 5 dicembre 1910 entrò a far parte della provincia ecclesiastica dell'arcidiocesi di Olinda.
Il 20 ottobre 1914 cedette una porzione del suo territorio a vantaggio dell'erezione della diocesi di Crato.
Il 10 novembre 1915 ha ceduto un'altra porzione di territorio a vantaggio dell'erezione della diocesi di Sobral e contestualmente è stata elevata al rango di arcidiocesi metropolitana con la bolla Catholicae religionis bonum di papa Benedetto XV.
Successivamente ha ceduto a più riprese porzioni del suo territorio a vantaggio dell'erezione di nuove diocesi e precisamente: la diocesi di Limoeiro do Norte il 7 maggio 1938; la diocesi di Iguatu il 28 gennaio 1961; le diocesi di Itapipoca e di Quixadá il 13 novembre 1971.

## Cronotassi dei vescovi
Si omettono i periodi di sede vacante non superiori ai 2 anni o non storicamente accertati.
- Sede vacante (1854-1860)

- Luis Antôniodos Santos † (28 settembre 1860 - 13 marzo 1881 nominato arcivescovo di San Salvador di Bahia)
  - Sede vacante (1881-1883)
- Joaquim José Vieira † (9 agosto 1883 - 14 settembre 1912 dimesso[4])
- Manuel da Silva Gomes † (16 settembre 1912 - 24 maggio 1941 dimesso[5])
- Antônio de Almeida Lustosa, S.D.B. † (19 luglio 1941 - 16 febbraio 1963 dimesso[6])
- José de Medeiros Delgado † (10 maggio 1963 - 26 marzo 1973 dimesso)
- Aloísio Leo Arlindo Lorscheider, O.F.M. † (26 marzo 1973 - 24 maggio 1995 nominato arcivescovo di Aparecida)
- Cláudio Hummes, O.F.M. † (29 maggio 1996 - 15 aprile 1998 nominato arcivescovo di San Paolo)
- José Antônio Aparecido Tosi Marques (13 gennaio 1999 - 11 ottobre 2023 ritirato)
- Gregório (Leozírio) Ben Lâmed Paixão (Neto), O.S.B., dall'11 ottobre 2023

## Statistiche
L'arcidiocesi nel 2021 su una popolazione di 4.455.648 persone contava 2.796.217 battezzati, corrispondenti al 62,8% del totale.
| anno | popolazione | popolazione | popolazione | presbiteri | presbiteri | presbiteri | presbiteri                | diaconi | religiosi | religiosi | parrocchie |
| anno | battezzati  | totale      | %           | numero     | secolari   | regolari   | battezzati per presbitero | diaconi | uomini    | donne     | parrocchie |
| ---- | ----------- | ----------- | ----------- | ---------- | ---------- | ---------- | ------------------------- | ------- | --------- | --------- | ---------- |
| 1949 | 1.050.000   | 1.200.000   | 87,5        | 187        | 87         | 100        | 5.614                     |         | 200       | 385       | 51         |
| 1961 | 1.610.770   | 1.789.745   | 90,0        | 251        | 120        | 131        | 6.417                     |         | 160       | 350       | 73         |
| 1970 | 1.635.476   | 1.919.343   | 85,2        | 236        | 110        | 126        | 6.929                     |         | 141       | 1.038     | 71         |
| 1976 | 1.400.000   | 1.610.400   | 86,9        | 174        | 97         | 77         | 8.045                     |         | 106       | 690       | 62         |
| 1980 | 1.500.660   | 1.705.330   | 88,0        | 217        | 100        | 117        | 6.915                     |         | 149       | 845       | 61         |
| 1990 | 1.981.000   | 2.328.000   | 85,1        | 220        | 110        | 110        | 9.004                     |         | 162       | 1.349     | 68         |
| 1999 | 2.200.000   | 3.500.000   | 62,9        | 265        | 135        | 130        | 8.301                     |         | 226       | 2.215     | 76         |
| 2000 | 2.200.000   | 3.500.700   | 62,8        | 284        | 144        | 140        | 7.746                     |         | 251       | 2.215     | 73         |
| 2001 | 2.360.574   | 3.233.664   | 73,0        | 278        | 138        | 140        | 8.491                     |         | 251       | 2.215     | 78         |
| 2002 | 2.100.000   | 3.263.518   | 64,3        | 293        | 137        | 156        | 7.167                     |         | 300       | 871       | 78         |
| 2003 | 2.316.774   | 3.273.975   | 70,8        | 276        | 130        | 146        | 8.394                     |         | 281       | 871       | 80         |
| 2004 | 2.406.000   | 3.400.657   | 70,8        | 291        | 145        | 146        | 8.268                     |         | 281       | 871       | 85         |
| 2006 | 2.466.000   | 3.487.000   | 70,7        | 303        | 157        | 146        | 8.138                     |         | 281       | 871       | 90         |
| 2013 | 2.630.000   | 3.719.000   | 70,7        | 395        | 204        | 191        | 6.658                     | 21      | 311       | 373       | 115        |
| 2016 | 2.696.000   | 3.812.000   | 70,7        | 444        | 260        | 184        | 6.072                     | 22      | 303       | 373       | 126        |
| 2019 | 2.764.754   | 3.975.543   | 69,5        | 446        | 239        | 207        | 6.199                     | 27      | 341       | 572       | 137        |
| 2021 | 2.796.217   | 4.455.648   | 62,8        | 407        | 191        | 216        | 6.870                     | 19      | 363       | 644       | 138        |